# Tetsuzan Nagata
Tetsuzan Nagata (永田 鉄山 Nagata Tetsuzan?,  14 de enero de 1884-12 de agosto de 1935) fue un mayor general del Ejército Imperial Japonés. Se le conoce por ser el líder de la facción política Tōseiha, razón por la cual le costaría la vida.

## Biografía
Nagata nació en Suwa, en la Prefectura de Nagano, en 1884. Se graduó en la Academia del Ejército Imperial Japonés con la mejor nota de su promoción en 1904, y haría lo propio en la Escuela de Guerra del Ejército en 1911.
Fue asignado agregado militar en numerosas embajadas japonesas como Dinamarca, Suecia, Suiza y Alemania, antes y durante la Primera Guerra Mundial. En su regreso a Japón en febrero de 1923, fue asignado al Estado Mayor del Ejército Imperial Japonés, sirviendo en diferentes puestos. 

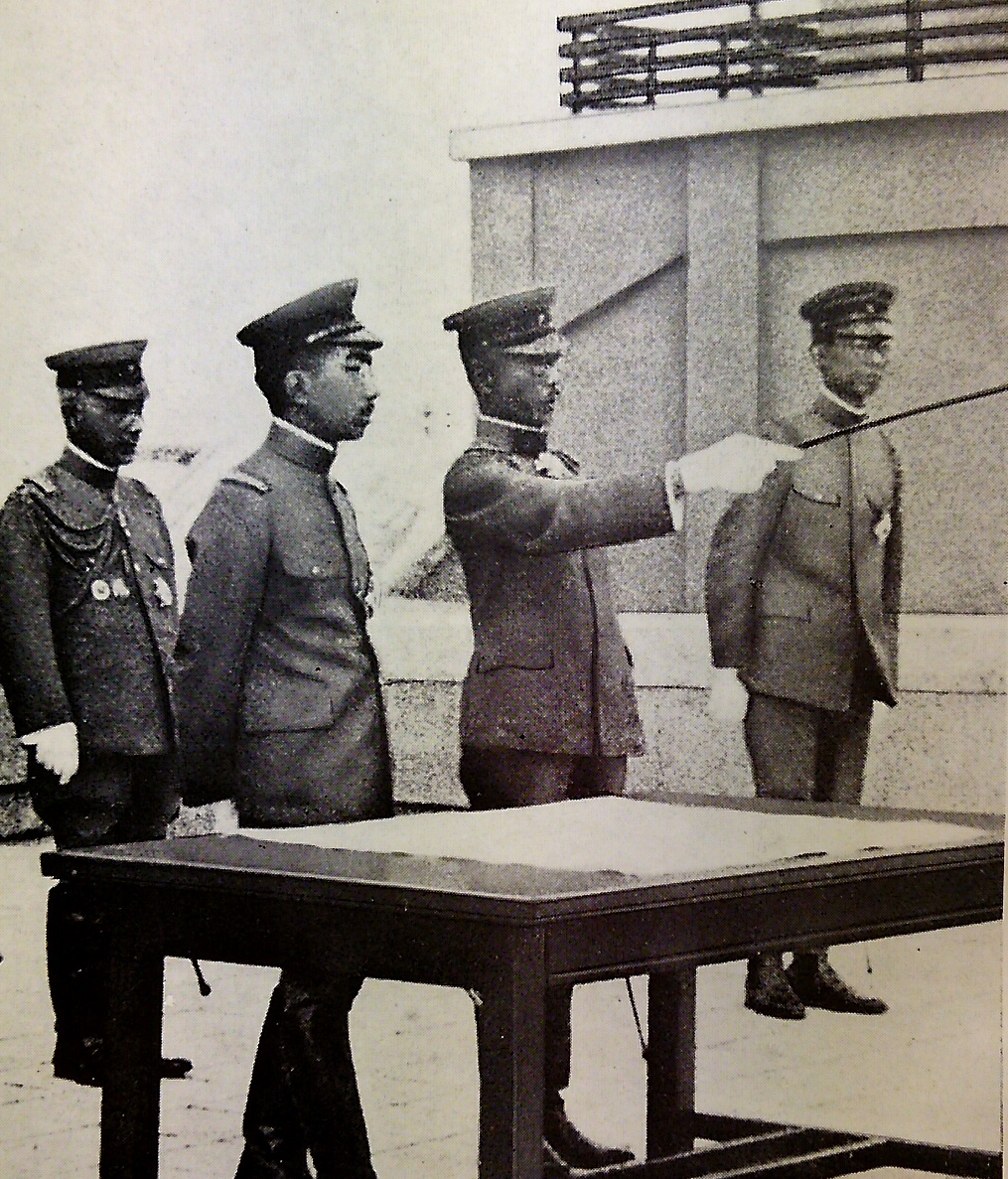
De izquierda a derecha: Takeji Nara, el Emperador Hirohito, Nagata y el Príncipe Yasuhito, en 1929.

En 1927 fue ascendido a coronel y se le dio el mando del 3.er Regimiento de Infantería; posteriormente, en 1932, fue ascendido a mayor general y recibió el mando de la 1.ª Brigada de Infantería al año siguiente, en 1933. Por entonces Nagata era un destacado miembro de la facción política Tōseiha dentro del Ejército. Fue responsable de planificar la estrategia de movilización nacional como Jefe de la Sección de Movilización y como Buró de Movilización Económica, para poner a la economía militar y civil en pie de guerra en tiempos de emergencia nacional. Sus ideas le valieron la animosidad violenta de la facción radical Kōdōha dentro del Ejército, que lo acusó de colusión con el zaibatsu.

### Muerte
Nagata fue asesinado en agosto de 1935 (incidente de Aizawa) por el teniente coronel Saburō Aizawa —el cual era un radical de la Kōdōha— con una espada, por supuestamente poner al Ejército "en las garras de las altas finanzas". Nagata fue ascendido póstumamente a teniente general, y su asesino fue ejecutado por un pelotón de fusilamiento.

### Crímenes de guerra
Según el testimonio del teniente general Kajitsuka Ryūji, Jefe del Departamento Médico del Ejército de Kwantung, en los juicios sobre crímenes de guerra de Jabárovsk a fines de 1949, en la década de 1930, Nagata fue el "defensor más activo" del programa de conducción bacteriológica o guerra de gérmenes (biológica) presentada por Shirō Ishii. Ryūji testificó que Ishii mantuvo un busto de Nagata en sus oficinas en la sede de la Unidad 731 en el distrito de Pingfan porque estaba "muy agradecido" con Nagata por su apoyo. Ryūji identificó a Nagata como Jefe del Departamento de Asuntos Militares del Ministerio de Guerra.